# Культ коня

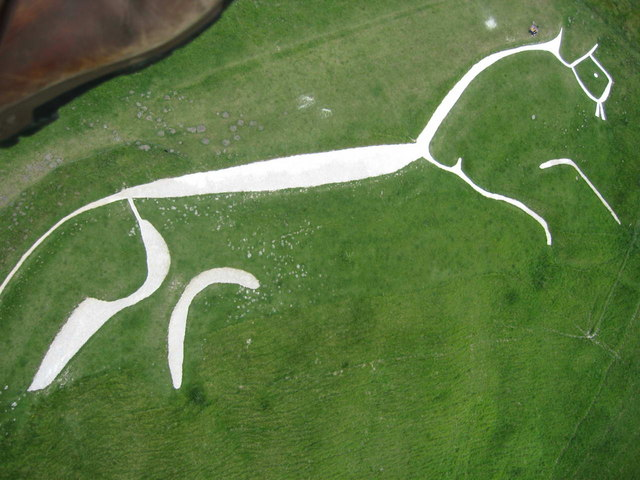
Уффингтонская белая лошадь

Культ лошади — составная часть некоторых первобытных форм религии, вид зоолатрии, заключается в почитании коня (лошадей), сопряжён с наделением коня сверхъестественными свойствами (вплоть до обожествления), включает в себя комплекс религиозных обрядов, связанных с почитанием коня, а также включает материальные объекты, необходимые для совершения этих обрядов.

## Общие сведения
Точные дата и место появления «культа коня» пока не установлены.
Данный культ относительно молодой, ему около шести тысяч лет, в то время как культы почитания солнца, луны и т. п. много старше. Молодость культа определяется тем, что культ появился только после одомашнивания лошади, после чего это животное стало сильно влиять на жизнь человека. Культ имел как положительные, так и отрицательные последствия для лошадей, в одних случаях им приносили жертвы как богам, а в других случаях их самих приносили в жертву.
Для простых воинов, высокородных аристократов и даже для царей в прошлые времена конь был всем — он давал пищу, одежду, силу и богатство, спасал жизнь, даже был олицетворением их собственной доблести и мужества, символом избранности, атрибутом власти и т. д.
С распространением монотеистических религий культ коня полностью утратил своё былое религиозное значение, однако сохраняется как традиция в странах, где развиты коневодство, конный спорт и конная охота.

## Зарождение культа коня

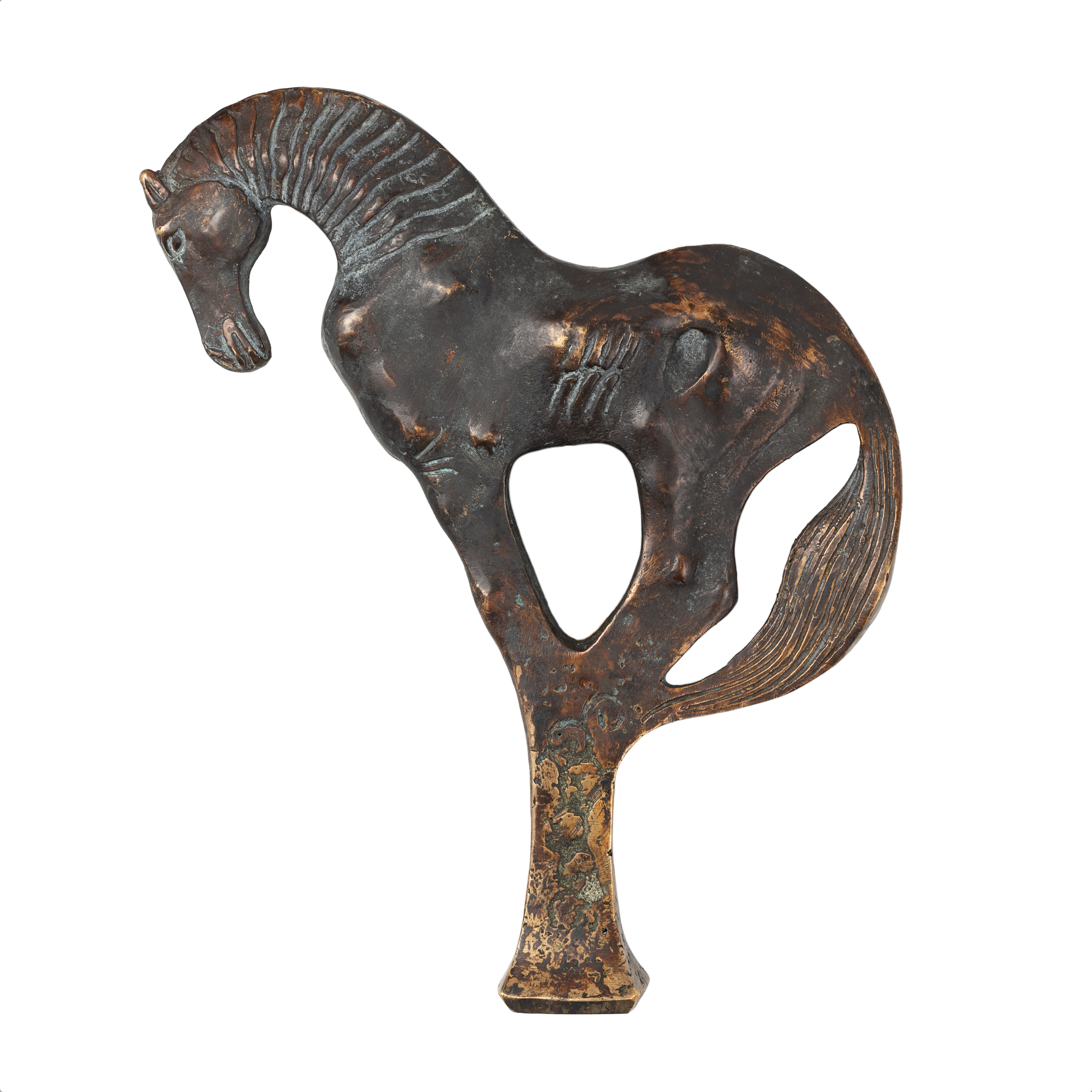
Бронзовое навершие в виде фигуры коня. Использовалось в ритуалах, посвященных культу небесных коней. IV-I в. до н.э.

Наиболее популярная среди учёных Курганная гипотеза прародины индоевропейцев исходит из того, что местоположение самых ранних следов коневодства находится на Волге (Самарская культура, но см. среднестоговская культура), и, возможно, относится к ядру ранних протоиндоевропейцев или прото-протоиндоевропейцев в V тыс. до н. э.
Ценным свидетельством зарождения культа коня служат находки захоронений (жертвоприношений) коня или только его черепа и изображений коня или его головы с явно ритуальными целями, одновременно с захоронением людей, по углам каких-то строящихся комплексов и т. п.
Древнейшее известное в Старом Свете жертвоприношение коня открыто Д. Я. Телегиным на среднем Днепре на поселении Дереивка, относящемся к поздней стадии культуры Средний Стог: конец IV — начало III тысячелетия до н. э.
Обряд жертвоприношения коня использовался в ямной культуре по всей территории распространения.
Во втором тысячелетии до н. э. археологические данные о появлении культа коня на Переднем Востоке связаны с хеттами и хаттами, которые воевали уже с использованием боевых колесниц. Хетты поклонялись богу Пирве, который возможно связан со славянским Перуном и литовским Перкунасом.
Согласно хеттской традиции жертвоприношения лошадей делались на похоронах царя или царицы. После сожжения покойных царей лошадей убивали, и конские головы хоронили вместе с царским прахом. Данная традиция подтверждена находками конских черепов в Передней Азии в могильнике Османкаясы. Они датируются XVII—XIV вв. до н. э.
Древнейшие ритуальные захоронения коней и многочисленных изображений лошади и фантастических конских грифонов зафиксированы в Иране: в Хасанлу, в Динкатепе, в Бабад-жантепе, в Марликтепе и других объектах археологических раскопок.

## Культ коня в Европе

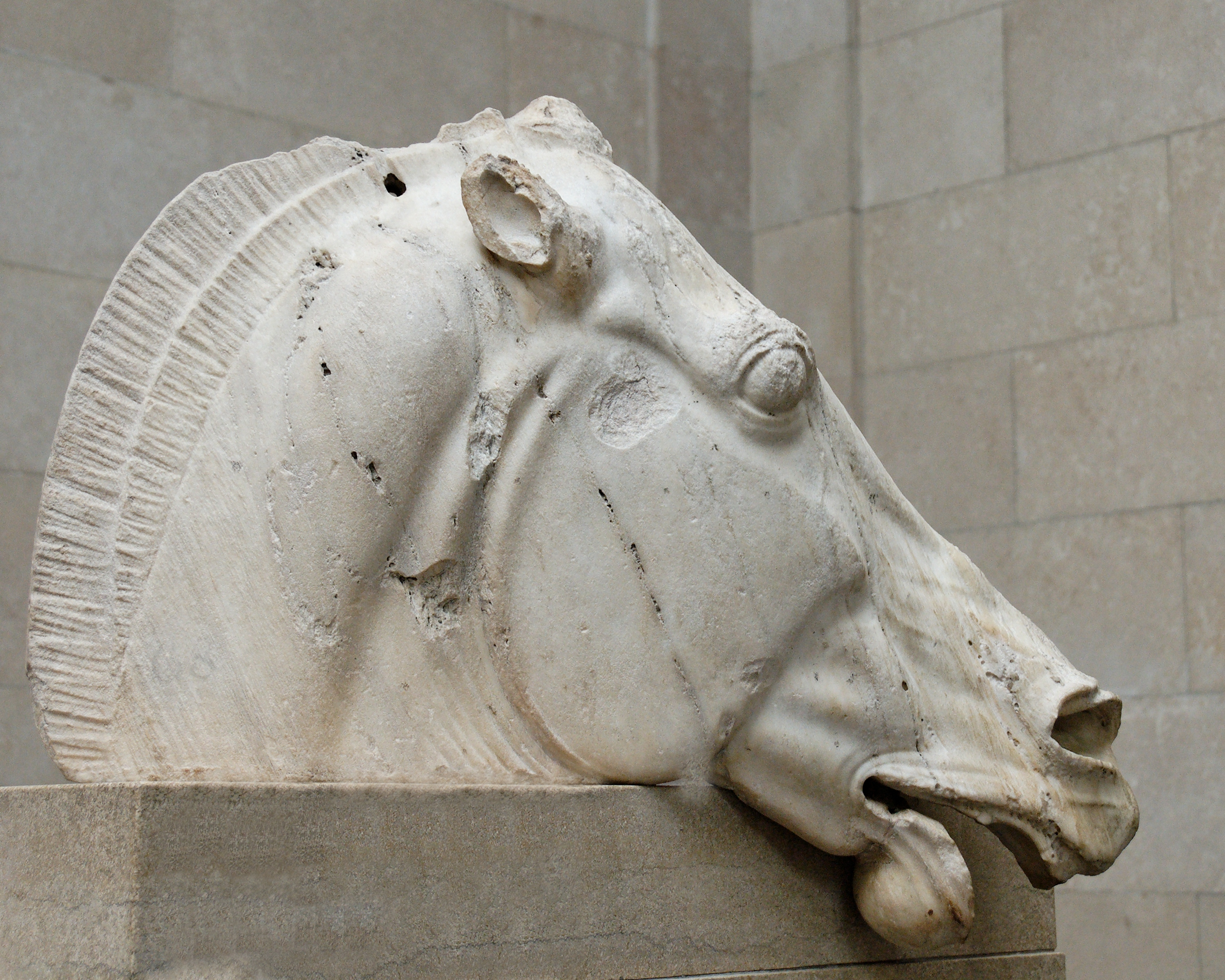
Голова коня с фриза Парфенона

На востоке Европы, возможно, первыми использовали лошадь для верховой езды носители майкопской археологической культуры, датируемой примерно концом IV тыс. до н. э., так как здесь найдены не только останки лошадей, но и бронзовые предметы, которые некоторыми учёными опознаны как древнейшие примитивные псалии.
Чуть позже лошадь стала известна в Закавказье: кости её найдены в различных поселениях куро-аракской культуры как в Армении, так и в Грузии.
В кобанской культуре культ коня был очень развит. Останки коней найдены в кобанских погребениях, например, в могильнике Сержень-Юрт.
В середине II тыс. до н. э. культ коня проявляется в греческой мифологии, о чём свидетельствуют, например, образы Пегаса, коней Диомеда, Ариона.
В германо-скандинавской мифологии появляется Слейпнир — восьминогий конь Одина, порождение Локи; в aрмянском эпосе Куркик Джалали — чудесный конь, советник и помощник героя, который нашёл его на морском дне, в сбруе и с мечом-молнией.

## Обряд жертвоприношения
Составными элементами культа коня были религиозно-магические действия (обряды) по осуществлению жертвоприношения.
Конь быстро занял вторую жертвенную позицию, уступал только человеку, потеснив быков, баранов и козлов. Жертвоприношение коня сопровождало важнейшие церемонии, в частности, совершалось в честь какого-либо верховного божества того или иного народа.
У некоторых народов в определенных случаях в жертву приносили не коня, а только его голову или изображение.
Для жертвоприношения богам выбирались особые дни, например, день солнечного равноденствия.
Убийству коня мог предшествовать обряд выпускания его на свободу на какой-то заранее определенный срок.
По истечении этого срока коня приводили на особое «священное» место, где и закалывали после соответствующих ритуалов, среди которых могли быть и жертвоприношения других животных.
Ритуал похорон царя (вождя) у разных народов, почитающих коня, имел разные ответвления, продолжения. Например, главная жена покойного царя (вождя) посредством определенных ритуалов вступала с животным в мистический брак, дабы доставить царю духовную энергию; другая жена ритуально отделяла туловище коня, дабы обеспечить царю физическую силу, третья жена отделяла хвост коня, дабы обеспечить царя богатством. Кровь коня использовали для ритуальных омовений и возлияние масла в честь верховного божества.
Ритуал практически у всех народов заканчивается грандиозным пиршеством. В результате ритуала покойный царь (вождь) должен был перевоплотиться, получить новое рождение, а также приобрести могущество и бессмертие.

## Тотемизм
Ритуал, возможно, пришёл на смену жертвоприношения человека, что имело место в более древних религиозных культах, либо имеет иное значение, исходя из предшествовавших тотемических представлений, смысл которых сегодня не ясен.
Древние народы совершали сложные обряды и жертвоприношения, при которых с целью причащения поедали мясо тотема и пили его кровь, полагая, что магические свойства поедаемого тотемного животного перейдут к человеку.

## Богиня матери-земли
М.Гимбутас была убеждена, что в IV тыс. до н. э. конец Старой Европе положили вторжения воинственных степняков-индоевропейцев. Тогда племена Старой Европы были истреблены либо ассимилированы индоевропейцами, а культ быка сменился культом коня. — см. Старая Европа
У некоторых народов лошадь (кобылица) стала воплощением богини матери-земли и двух её спутников-близнецов, олицетворяющих жизнь и смерть, а также инкарнацией богов неба и солнца. В ходе антропоморфизации богов лошадь была выбран атрибутом, спутником и жертвенным животным.
В культе богини-матери лошадь стала играть значимую роль:
 — греки поклонялись богине Меланиппе — чёрной кобылице, культ был преобразован в культ Деметры и двух её спутников Диоскуров (на лошадях) — см. Лошади в древнегреческой мифологии;
 — у троянцев была богиня — хозяйка коней, стоящая между двумя всадниками;
 — у кельтов почиталась богиня Эпона, также «хозяйка коней» и также между двумя всадниками;
 — богине и конным близнецам поклонялись германцы.

## Борьба всадника со змеем

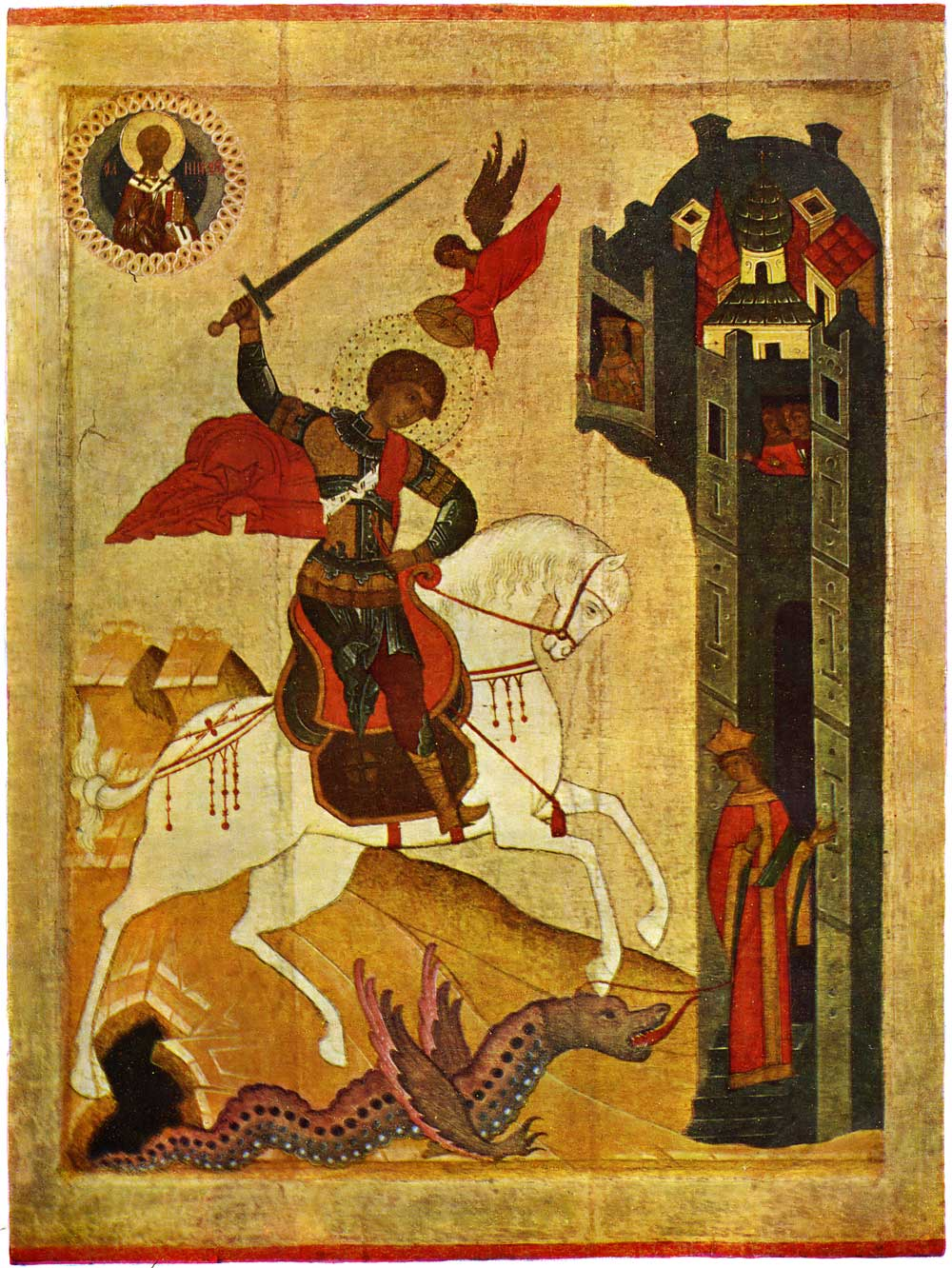
Русская икона к. XV века (полная композиция)

У многих народов и во многих религиях популярен сюжет борьбы Всадника со змеем. В роли змееборца часто представляется царь, который рассматривается как избранник и земное воплощение победоносного бога. К примеру, в православной традиции этот сюжет известен как Чудо Георгия о змие.

## Царские колесницы
С момента появления колесниц (примерно начало II тысячелетия до н. э.) богов начинают изображать на колесницах, то есть сочиняются колесничные варианты передвижения богов и царей. К этому времени появляются представления о священных царских конях, которые помогают царю в борьбе с врагами и дают царю сверхъестественные силы и плодовитость.

## Атрибут власти
Поскольку конь стал атрибутом небесного бога-змееборца, то земные цари также превращают коней в свой «священный символ» власти . В различных религиозных мистериях конь использовался для создание представлений по участию коня в выборе царя (то есть конь выступал как носитель воли богов).
Человек стал видеть в коне носителя и символ своих богов, поэтому всячески ублажал и украшал его. К примеру, кони греческого бога Зевса были подкованы серебряными подковами, а Посейдон ездил по морю на паре коней. Арийские боги войны перемещались на колесницах с «божественными» лошадьми. Конь являлся атрибутом кельтских и германских богов (Эпоны, Одина), даже валькирии ездили верхом.

## Цели жертвоприношения коня
Значение жертвоприношения коня вытекает из мистических способностей, приписываемых коню, которые на том свете конь будет использовать во благо царя.
В индийском эпосе Уччайхшравас конь Индры, царь всех лошадей, наделен способностью воскрешать мертвых.
В лидийской легенде бронзовый конь из могилы помогает герою стать лидийским царем.
Способность коня (его головы) возродить человека лежит в основе изображений конских голов на греческих некродипнах.
Таким образом, сравнительный мифологический материал позволяет прийти к выводу, что жертвоприношение коня на похоронах совершалось с целью передать умершему физические силы коня, сексуальные силы коня, гарантировать ему лёгкий путь на небо в обитель предков, возрождение на том свете и т. п.

## Культ коня у народов Кавказа

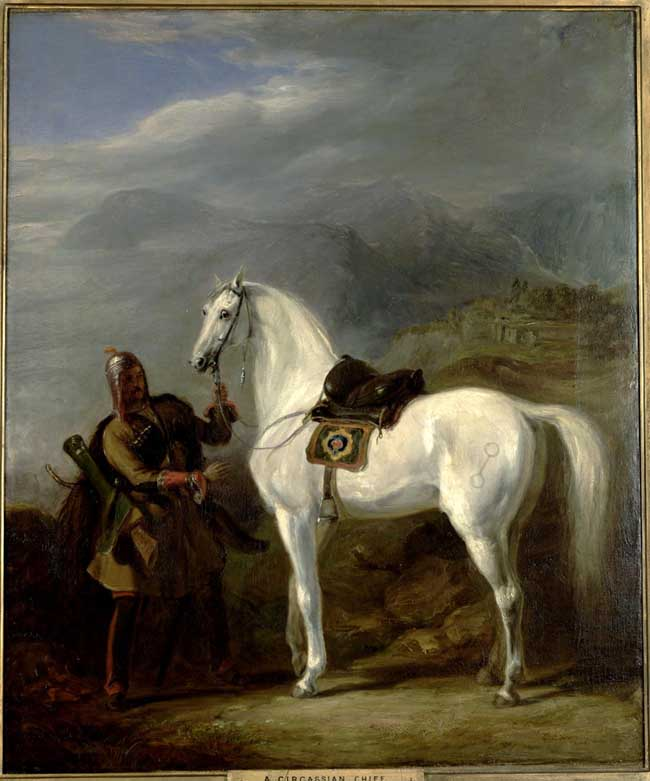
Сэр Уильям Аллан «Черкесский вождь» (1843)

Поминальные скачки устраивали лакцы, чеченцы, ингуши, абхазы и другие народы.
У народов Кавказа сохранилось и представление об особой роли черепа коня. Так, в грузинском эпосе череп коня Лурджа выполняет все желания.
Культ коня очень развит у многих народов Кавказа, особенно у тех, среди которых распространён «Нартский эпос», где кони наделены сверхъестественными силами, обладают способностью к трансформации, говорят человеческими голосами, затаптывают врагов, помогая хозяину.
У абхазо-адыгских народов Кавказа обряд жертвоприношения коня был составной частью обряда воздушного погребения покойников. Об этом свидетельствует, к примеру, сообщение, датируемое 1660 годом, которое сделал путешественник Арканджело Ламберти. В частности он писал:
 С северной стороны, ближе всех (к Мингрельцам), живут те Кавказцы, которых Турки называют Абазами (Abassas) или Абкассами (Abcasses). Между прочими обычаями этого народа замечательно то, что они не погребают, ни жгут тела покойника, а кладут труп в выдолбленный ствол дерева (dans un tronc d’arbre qu’ils ont ereuse), который служит гробом. Последний с молитвой привязывают виноградной лозой к высочайшей ветви какого-нибудь большего дерева. Они привешивают также оружие и одежду усопшего, а чтобы послать на тот свет коня, гоняют его во всю прыть от этого дерева до тех пор, пока тот не околеет. Если он издохнет скоро, то говорят, что хозяин любил его сильно; если же, напротив, он долго не издыхает, то говорят, что покойник этим показывает, как мало заботился о нём.

## Культ коня у других народов
Культ коня имел большое значение в религиозной жизни различных тюркских народов.
Культ рыжего или белого коня (с белой звездочкой на лбу) был значим для уйгуров.
Чтобы сделать новорожденного счастливым, башкиры и каракалпаки приводили к нему коня.
Тулпар — крылатый (или летящий) конь в кыпчакской (башкирской, казахской, татарской) мифологии.
Саяно-алтайские народы совершали обряд «тай-элга»: в жертву богу приносили лошадь белой масти, мясо её поедали, а шкуру вывешивали на жерди.
Джёсёгей тойон — божество, покровитель лошадей и рогатого скота в якутской мифологии.
Конь ветра (Лунгта) — символ в тибетском буддизме в виде коня, несущего на спине чинтамани, то есть драгоценность, исполняющую желания и приносящую благополучие.